# اوچی‌آی-جوکو
اوچی‌آی-جوکو (به ژاپنی: 落合宿, Ochiai-juku)، چهل و چهارمین ایستگاه از شصت و نه ایستگاه ناکاسندو بود که ادو را به کیوتو در دوره ادو ژاپن متصل می‌کرد.